# ECW世界TV王座
ECW世界TV王座 (ECW World Television Championship) は、アメリカ合衆国のプロレス団体ECWの王座の一つである。

## 歴代王者
| レスラー                                                                            | 戴冠回数 | 戴冠日付       | 戴冠場所                           |
| ----------------------------------------------------------------------------------- | -------- | -------------- | ---------------------------------- |
| ジョニー・ホットボディ                                                              | 1        | 1992年8月12日  | ペンシルベニア州フィラデルフィア   |
| ※1992年9月12日、ジョニー・ホットボディが足首の負傷のため王座返上                    |          |                |                                    |
| グレン・オズボーン                                                                  | 1        | 1992年9月30日  | ペンシルベニア州フィラデルフィア   |
| ※1993年2月、理由は不明だが返上扱いに（WWEの公式記録では王座戴冠含め除外されている） |          |                |                                    |
| ジミー・スヌーカ                                                                    | 1        | 1993年3月12日  | ペンシルベニア州ラドナー           |
| テリー・ファンク                                                                    | 1        | 1993年10月1日  | ペンシルベニア州フィラデルフィア   |
| サブゥー                                                                            | 1        | 1993年11月13日 | ペンシルベニア州フィラデルフィア   |
| タズマニアック                                                                      | 1        | 1994年3月6日   | ペンシルベニア州フィラデルフィア   |
| JTスミス                                                                            | 1        | 1994年3月6日   | ペンシルベニア州フィラデルフィア   |
| ピットブル1号                                                                       | 1        | 1994年4月16日  | ペンシルベニア州フィラデルフィア   |
| マイキー・ウィップレック                                                            | 1        | 1994年5月13日  | ペンシルベニア州フィラデルフィア   |
| ジェイソン                                                                          | 1        | 1994年8月13日  | ペンシルベニア州フィラデルフィア   |
| 2コールド・スコーピオ                                                               | 1        | 1994年11月4日  | ペンシルベニア州ハンブルク         |
| ディーン・マレンコ                                                                  | 1        | 1994年11月4日  | ペンシルベニア州ハンブルク         |
| 2コールド・スコーピオ                                                               | 2        | 1995年3月18日  | ペンシルベニア州フィラデルフィア   |
| エディ・ゲレロ                                                                      | 1        | 1995年4月8日   | ペンシルベニア州フィラデルフィア   |
| ディーン・マレンコ                                                                  | 2        | 1995年7月21日  | フロリダ州タンパ                   |
| エディ・ゲレロ                                                                      | 2        | 1995年7月28日  | ニューヨーク州ミドルタウン         |
| 2コールド・スコーピオ                                                               | 3        | 1995年8月25日  | ペンシルベニア州ジムソープ         |
| マイキー・ウィップレック                                                            | 2        | 1995年12月29日 | ニューヨーク州ニューヨーク         |
| 2コールド・スコーピオ                                                               | 4        | 1996年1月5日   | ペンシルベニア州フィラデルフィア   |
| シェーン・ダグラス                                                                  | 1        | 1996年5月11日  | ペンシルベニア州フィラデルフィア   |
| ピットブル2号                                                                       | 1        | 1996年6月1日   | ペンシルベニア州フィラデルフィア   |
| クリス・ジェリコ                                                                    | 1        | 1996年6月22日  | ペンシルベニア州フィラデルフィア   |
| シェーン・ダグラス                                                                  | 2        | 1996年7月13日  | ペンシルベニア州フィラデルフィア   |
| タズ                                                                                | 2        | 1997年6月7日   | ペンシルベニア州フィラデルフィア   |
| バンバン・ビガロ                                                                    | 1        | 1998年3月1日   | ニュージャージー州アズベリーパーク |
| ロブ・ヴァン・ダム                                                                  | 1        | 1998年4月4日   | ニューヨーク州バッファロー         |
| ※2000年、ロブ・ヴァン・ダムが負傷のため王座返上                                     |          |                |                                    |
| スペル・クレイジー                                                                  | 1        | 2000年3月12日  | コネチカット州ダンベリー           |
| 田尻義博                                                                            | 1        | 2000年4月8日   | ニューヨーク州バッファロー         |
| ライノ                                                                              | 1        | 2000年8月12日  | ペンシルベニア州フィラデルフィア   |
| キッド・キャッシュ                                                                  | 1        | 2000年8月26日  | ニューヨーク州ニューヨーク         |
| ライノ                                                                              | 2        | 2000年9月9日   | カナダ・オンタリオ州ミシソーガ     |
| ※ECWの消滅と共に王座封印                                                            |          |                |                                    |